# Hornostaiivka, Ucraina
Hornostaiivka (în ucraineană Горностаївка) este așezarea de tip urban de reședință a raionului Hornostaiivka din regiunea Herson, Ucraina. În afara localității principale, mai cuprinde și satul Zelenîi Pod.

## Demografie
Componența lingvistică a așezării de tip urban Hornostaiivka
     Ucraineană (93,78%)
     Rusă (5,47%)
     Alte limbi (0,56%)
Conform recensământului din 2001, majoritatea populației așezării de tip urban Hornostaiivka era vorbitoare de ucraineană (93,78%), existând în minoritate și vorbitori de rusă (5,47%).